# 夏謐
夏謐（1486年—16世紀），字廷義，號寧湖，江西南昌府進賢縣十六都人，明朝政治人物。

## 生平
夏謐曾三次參與童試失敗，不願意補任諸生不就，正德十一年（1515年）以充場儒士身份中舉人，嘉靖二年（1523年）成進士，獲授工部主事分司臨清，當時有權貴攜帶大量財產抵達關口，他為此感到羞耻，依法徵稅而被流言中傷，降調開州州判。御史驚訝他的清廉，三月後薦陞永平府通判，很快再陞官順德同知，因父母逝世回鄉，服闋後補任福建漳泉兵備道僉事，令豪強畏懼、沿海澄清，因病回鄉，在家去世，有人可惜他未能大用。

## 家族
曾祖夏仲玑。祖父夏啓寅，正七品散官。父夏明，府司狱。母文氏、继母胡氏。嚴侍下。兄詔、檜、梁、楠、槩、誥、議、讓、梓、弟諒。

## 引用
1. 1 2  康熙《進賢縣志·卷十四·人物志一》：夏謐，字廷義，號寧湖，十六都人，三歷鄉試不中，補諸生不就，復以儒士領正德丙子鄉試，登嘉靖癸未進士。授工部主事，分司臨清，時有權貴抵關，輜重載道，公耻之，以關法不少狥。乃被蜚語左遷開州判，直指使奇清直，甫三月荐陞永平府判，旋陞順德府同知，及憂歸服闋補漳泉備兵僉事，豪黨𢙘服、沿海澄清。疾回，卒於家，有識者惜其未大用云。
2. ↑  龚延明主编. . 宁波: 宁波出版社. 2016. ISBN 978-7-5526-2320-8. 《天一閣藏明代科舉錄選刊.登科錄》之《嘉靖二年癸未科進士登科録》